# 霍伊特街車站
霍伊特街車站（英語：Hoyt Street station）是美國紐約地鐵IRT東公園道線的一個慢車地鐵站，位於布魯克林下城，設有2號線（僅平日停站）與3號線（僅平日停站（深夜除外））列車服務。

## 車站結構
| G        | 街道               | 出入口                                                               |
| P 月台層 | 側式月台，右側開門 | 側式月台，右側開門                                                   |
| P 月台層 | 北行               | 往威克菲爾德-241街（區公所） · 往哈萊姆-148街（區公所）              |
| P 月台層 | 北行快速           | 不停靠                                                               |
| P 月台層 | 南行快速           | 不停靠                                                               |
| P 月台層 | 南行               | 往夫拉特布殊大道-布魯克林學院（內文斯街） · 往新地段大道（內文斯街） |
| P 月台層 | 側式月台，右側開門 |                                                                      |

霍伊特街是此線最北端的四軌車站，位於福爾頓街、霍伊特街及橋街交界。設有兩個側式月台，只服務慢車軌道。通過克拉克街隧道的列車行走慢車軌道，通過傑拉雷曼街隧道的列車行走快車軌道。原初建設包括傑拉雷曼街隧道在霍伊特街北面的剪式橫渡線，但後來被拆除，並另外於內文斯街車站和大西洋大道車站興建剪式橫渡線，因此通過傑拉雷曼街隧道無法停靠此站。
區公所車站以南，IRT萊辛頓大道線與IRT百老匯-第七大道線布魯克林支線匯合成為四軌的IRT東公園道線。南行（往東布魯克林）列車使用E1軌道而北行（往曼哈頓）列車使用E4軌道。南行和北行的快車分別使用E2和E3軌道。這些軌道編號被用作鏈化，量度地鐵列車距離。

## 延伸閱讀
- Lee Stokey. Subway Ceramics : A History and Iconography. 1994. ISBN 978-0-9635486-1-0

## 外部連結
- nycsubway.org—nycsubway.org Brooklyn IRT: Hoyt Street
- Station Reporter — 2 Train
- Station Reporter — 3 Train
- Brooklyn IRT Contract 2 map （页面存档备份，存于） (includes current and former track configurations, and provisions for future connections)
- The Subway Nut — Hoyt Street – Fulton Mall Pictures （页面存档备份，存于）
- Bridge Street entrance from Google Maps Street View （页面存档备份，存于）
- Hoyt Street entrance from Google Maps Street View
- Duffield Street entrance from Google Maps Street View （页面存档备份，存于）
- Elm Place entrance from Google Maps Street View
- Platforms from Google Maps Street View